# Ikimono Gakari
 (avril 2023).
La mise en forme du texte ne suit pas les recommandations de Wikipédia : il faut le « wikifier ».
Les points d'amélioration suivants sont les cas les plus fréquents. Le détail des points à revoir est peut-être précisé sur la page de discussion.
- Les titres sont pré-formatés par le logiciel. Ils ne sont ni en capitales, ni en gras.
- Le texte ne doit pas être écrit en capitales (les noms de famille non plus), ni en gras, ni en italique, ni en « petit »…
- Le gras n'est utilisé que pour surligner le titre de l'article dans l'introduction, une seule fois.
- L'italique est rarement utilisé : mots en langue étrangère, titres d'œuvres, noms de bateaux, etc.
- Les citations ne sont pas en italique mais en corps de texte normal. Elles sont entourées par des guillemets français : « et ».
- Les listes à puces sont à éviter, des paragraphes rédigés étant largement préférés. Les tableaux sont à réserver à la présentation de données structurées (résultats, etc.).
- Les appels de note de bas de page (petits chiffres en exposant, introduits par l'outil «  Source ») sont à placer entre la fin de phrase et le point final[comme ça].
- Les liens internes (vers d'autres articles de Wikipédia) sont à choisir avec parcimonie. Créez des liens vers des articles approfondissant le sujet. Les termes génériques sans rapport avec le sujet sont à éviter, ainsi que les répétitions de liens vers un même terme.
- Les liens externes sont à placer uniquement dans une section « Liens externes », à la fin de l'article. Ces liens sont à choisir avec parcimonie suivant les règles définies. Si un lien sert de source à l'article, son insertion dans le texte est à faire par les notes de bas de page.
- La présentation des références doit suivre les conventions bibliographiques. Il est recommandé d'utiliser les modèles {{Ouvrage}}, {{Chapitre}}, {{Article}}, {{Lien web}} et/ou {{Bibliographie}}. Le mode d'édition visuel peut mettre en forme automatiquement les références.
- Insérer une infobox (cadre d'informations à droite) n'est pas obligatoire pour parachever la mise en page.

Pour une aide détaillée, merci de consulter Aide:Wikification.
Si vous pensez que ces points ont été résolus, vous pouvez retirer ce bandeau et améliorer la mise en forme d'un autre article.
Ikimono-Gakari (いきものがかり) est un groupe japonais de pop music, créé en 1999, composé d'une chanteuse et de deux guitaristes. Le groupe a interprété deux génériques (opening) du populaire anime Naruto Shippûden : BlueBird et Hotaru no Hikari, ainsi que le septième ending de l'anime Bleach, Hanabi.
Ainsi que la série Konoha High School dérivée de Naruto.
En 2010, le groupe contribue au film Toki wo kakeru Shojou avec une reprise de la chanson homonyme, et participe également à la série Gegege no Nyoubou.

## Membres
Dans l'ordre d'intégration :
- Hotaka Yamashita - Guitare, harmonica, parole et composition ;
- Yoshiki Mizuno - Guitare, parole, et composition ;
- Kiyoe Yoshioka - Chant et parole.

## Histoire
Le groupe se crée en février 1999 et n'est d'abord qu'un duo indies mené par Yoshiki et Hotaka et jouant dans les rues de Kanagawa… C'est en décembre de la même année que la chanteuse Kiyoe rejoint la formation.
En 2000 le groupe se sépare pour laisser davantage de temps à Yoshiki et Hotaka pour préparer leurs examens d'université… Pour se reformer en mars 2002, leurs diplômes en poche.
C'est alors qu'ils signent en major EPIC RECORDS JAPAN, un label du groupe Sony Music.
Bien qu'il sévisse depuis plusieurs années dans le milieu musical japonais, et qu'il ait déjà sorti trois albums indies depuis 2003, le trio Ikimono-gakari ne s'est décidé à sortir son premier single qu'en mars 2006, sous le nom de SAKURA. La chanson titre est utilisée dans les publicités de la NTT East Japan, et se classe 16 semaines dans le classement Oricon.
Leur deuxième single, Hanabi, a servi d'ending à la série Bleach. Leur sixième single contient Seishun Line, qui sert de second opening à l'anime Ōkiku Furikabutte.
Mars 2007 voit la naissance de leur premier album majeur, Sakura Saku Machi Monogatari, qui est parfaitement représentatif de leur musique, avec un rock brillant et entraînant, où la guitare et l'harmonica s'accordent parfaitement avec les variations de voix de Kiyoe.
Début 2017, le groupe annonce se mettre en pause pour une période indéterminée, officiellement pour permettre à chacun des membres de mener des projets personnels.
En 2021, le groupe revient avec le single "Baku", 8ème opening  de l’animé  "Boruto: Naruto Next Generations"

## Discographie

### Albums
- 2003. 08. 25 Makoto ni senetsu nagara First Album wo koshiraemashita... (mini-album)
- 2004. 08. 28 Nanairo konnyaku (mini-album)
- 2005. 05. 25 Jinsei sugorokudabe (CD + DVD) (mini-album)
- 2007. 03. 07 Sakura saku machi monogatari (album)
- 2008. 02. 13 Life Album (album)
- 2008. 12. 24 My song Your song (album)
- 2009. 12. 23 Hajimari no Uta (album)
- 2010. 11. 03 Members Best Selection (best-album)
- 2012. 02. 29 Newtral (album)
- 2013. 07. 24 I (album)
- 2014. 12. 24 FUN ! FUN ! FANFARE ! (album)
- 2019. 12. 25 WE DO!
- 2021. 03. 31 WHO? (album)

### Singles
- 2006. 03. 15 SAKURA (maxi-single)
- 2006. 05. 31 HANABI (maxi-single)
- 2006. 10. 18 Koisuru otome (maxi-single)
- 2006. 12. 06 Ryuusei Miracle (maxi-single)
- 2007. 02. 14 Uruwashiki hito / Seishun no tobira (maxi-single)
- 2007. 08. 08 Natsuzora Graffiti / Seishun Line (maxi-single)
- 2007. 10. 24 Akaneiro no yakusoku (maxi-single)
- 2008. 01. 30 Hana wa sakura kimi wa utsukushi (single)
- 2008. 04. 16 Kaeritaku natta yo (single)
- 2008. 07. 09 Blue Bird (single)
- 2008. 10. 15 Planetarium (single)
- 2008. 12. 03 Kimagure Romantic (single)
- 2009. 05. 27 Futari (single)
- 2009. 07. 15 Hotaru no hikari (single)
- 2009. 09. 23 Yell/Joyful (single)
- 2009. 11. 11 Nakumonka (single)
- 2010. 03. 10 Nostalgia (single)
- 2010. 05. 05 Arigatou (single)
- 2010. 08. 04 Kimi ga iru (single)
- 2011. 07. 20 Warattetainda / NEW WORLD MUSIC (single)
- 2011. 11. 23 Aruite ikou (single)
- 2012. 01. 18 Itsudatte Bokura wa (single)
- 2012. 04. 25 Haru Uta (single)
- 2012. 07. 18 Kaze ga Fuiteru
- 2013. 06. 05 1 2 3 ~Koi ga Hajimaru~
- 2014. 07. 10 Egao
- 2014. 10. 15 Netsujou no Spectrum
- 2014. 11. 12 Golden Girl
- 2014. 12.    Kirari

### Participations
compilations
- 2008. 07. 09 Blue Bird ( Naruto shippuden openning 3 )
- 2006. 12. 13 BLEACH THE BEST
- 2008. 07. 02 Koi no uta
- 2009. 03. 18 JUDY AND MARY 15th Anniversary Tribute Album
- 2012. 04. 25 Haru Uta (Detective Conan: The Eleventh Striker chanson thème)
- hotaru no hikari ( Naruto shippuden openning 5 )
- Netsujou no Spectrum (Nanatsu no Taizai opening 1)
- 2021 Baku ( Boruto : Naruto Next Generation opening 8 )